# Zećira Mušović
Zećira Mušović (* 26. Mai 1996 in Falun) ist eine schwedische Fußballspielerin. Die Torhüterin nahm mit der A-Nationalmannschaft jeweils an der WM-Endrunde 2019 und 2023 sowie an der EM-Endrunde 2022 teil.

## Sportlicher Werdegang
Mušović' bosniakische Familie flüchtete im Rahmen der Jugoslawienkriege 1992 aus Prijepolje nach Schweden. Mušović wuchs in Schonen auf und begann mit dem Vereinsfußball bei Stattena IF aus Helsingborg. Als Teenagerin debütierte sie für den Klub in der damals drittklassigen Division 2 und etablierte sich als Stammtorhüterin. Daraufhin holte sie der Erstligist LdB FC Malmö nach Ende der Spielzeit 2012, für den sie in der Damallsvenskan hinter Þóra Björg Helgadóttir zu den Ersatztorhüterinnen zählte und in der Folge nur vereinzelt zum Einsatz kam, beim Gewinn der Meisterschaft in der Spielzeit 2013 kam sie zu zwei Spieleinsätzen. Nach dem Abgang der Isländerin im Sommer 2014 verpflichtete der mittlerweile in FC Rosengård umbenannten Klub mit Kathrin Längert eine neue Torhüterin. An der Seite von Marta, Anja Mittag, Ali Riley und Lina Nilsson war sie bei der Titelverteidigung in der Spielzeit 2014 ebenfalls nur zweimal zum Einsatz gekommen, im Duell der beiden Torhüterinnen setzte sie sich jedoch langfristig durch und war am erneuten Meistergewinn in der folgenden Saison mit 17 von 22 Saisonspielen beteiligt. Dabei wurde sie Anfang 2016 von einer Knochenverletzung gebremst und war anschließend hinter Erin McLeod und der in Folge des Verletzungsausfalls kurzfristig verpflichteten Sofia Lundgren zeitweise nur zweite Wahl, rückte aber nach der Wiedergenesung in den Fokus von Nationaltrainer Peter Gerhardsson und debütierte nach dem Durchlaufen diverser Juniorinnennationalmannschaften im Frühjahr 2018 im Turnier um den Algarve-Cup 2018 in der A-Auswahl. Hinter Hedvig Lindahl gehörte sie im folgenden Jahr neben Jennifer Falk zum WM-Kader. Während die Mannschaft den dritten Platz erreichte, blieb sie ohne Endrundeneinsatz.
Im Dezember 2020 nahm Chelsea FC Women die seinerzeit 24-Jährige bis Sommer 2023 unter Vertrag. Hinter Ann-Katrin Berger war sie in der Folge meistens Ersatztorhüterin und kam nach ihrem Debüt gegen West Ham United am 7. März 2021 noch zu einem weiteren Einsatz in der FA Women’s Super League, als die Mannschaft ihren Meistertitel verteidigte. Dennoch reiste sie im Sommer 2021 mit einer P-Akkreditierung als Ersatzspielerin der schwedischen Auswahl zum aufgrund der COVID-19-Pandemie ein Jahr später ausgetragenen olympischen Fußballturnier 2020. Hierbei blieb sie beim Gewinn der Silbermedaille nach der Finalniederlage gegen die Nationalmannschaft Kanadas im Elfmeterschießen ohne Einsatz. In der Saison 2021/22 bestritt sie zehn der 22 Ligaspiele beim erneuten Meisterschaftsgewinn, zum Sieg im FA Women’s Cup – und damit dem Gewinn des Doubles – durch einen Finalsieg nach Verlängerung gegen Manchester City WFC trug sie nur im Erstrundenspiel gegen Aston Villa bei. Im Sommer 2022 stand sie bei der EM-Endrunde 2022 erneut im Kader, neben Falk war sie erneut nur Ersatzspielerin hinter Lindahl.
Bei der Weltmeisterschaft 2023 stand sie in den ersten beiden Gruppenspielen in der Startelf und wurde von Trainer Peter Gerhardsson lediglich im dritten Spiel gegen die Ersatztorhüterin Jennifer Falk ausgetauscht, um auch dieser wie einigen anderen Ersatzspielerinnen Spielzeit zu ermöglichen. Im Achtelfinale gegen Mitfavorit USA stand Mušović dann wieder in der Startformation, hielt ihr Team mit mehreren Paraden im Spiel und wurde zur Spielerin des Spiels erkoren. Schweden gewann im Elfmeterschießen und zog ins Viertelfinale ein; in diesem wurde mit der Nationalmannschaft Japans ein weiterer ehemaliger Weltmeister mit 2:1 bezwungen. Im Halbfinale unterlag sie mit ihrer Mannschaft der Nationalmannschaft Spaniens mit 1:2. Durch einen 2:0-Sieg über die Nationalmannschaft Australiens im Spiel um Platz 3 gewann sie mit ihrem Team die Bronzemedaille.

## Erfolge
- Dritter Weltmeisterschaft 2023